# Майдан (зупинний пункт, Івано-Франківська дирекція Львівської залізниці)
Майда́н — пасажирський залізничний зупинний пункт Івано-Франківської дирекції Львівської залізниці.
Розташований поблизу Майдана, Тисменицький район, Івано-Франківської області на лінії Стрий — Івано-Франківськ між станціями Ценжів (5 км) та Боднарів (6 км).
Станом на лютий 2019 року щодня три пари дизель-потягів прямують за напрямком Стрий — Івано-Франківськ.